# 柳叶沙棘
柳叶沙棘（学名：Hippophae salicifolia）为胡颓子科沙棘属的植物。分布于不丹、锡金、尼泊尔以及中国大陆的西藏等地，生长于海拔2,800米至3,500米的地区，一般生于高山狭谷山坡疏林中及林缘，目前尚未由人工引种栽培。